# Konina (potok)
Konina – potok, dopływ Porębianki. Wypływa wieloma ciekami w dolinie wcinającej się między szczyty Przysłopek i Kudłoń w Gorcach. Najwyżej położony z nich wypływa na wysokości około 1160 m. Początkowo Konina spływa w północno-zachodnim kierunku. Po połączeniu się z potokiem Kania spod Mostownicy zmienia kierunek na bardziej północny. Przy górnym końcu polany Potasznia uchodzi do niej potok Rostoka i od tego miejsca Konina płynie na północ. Przy Potaszni na Koninie występują malownicze progi skalne. Poniżej Potaszni, już poza granicami Gorczańskiego Parku Narodowego, do Koniny uchodzi jeszcze kilka spływających z Gorców potoków. Największe z nich to potoki: Za Palarzem, Domagałów i Maciejkowy Potok. Konina płynie tutaj w północnym kierunku przez Koninę (część wsi Poręba Wielka), następnie zakręca w północno-zachodnim kierunku i w Niedźwiedziu na wysokości 478 m n.p.m. uchodzi do Porębianki jako jej prawy dopływ.
Cała zlewnia Koniny znajduje się w miejscowości Poręba Wielka w województwie małopolskim, w powiecie limanowskim, w gminie Niedźwiedź.

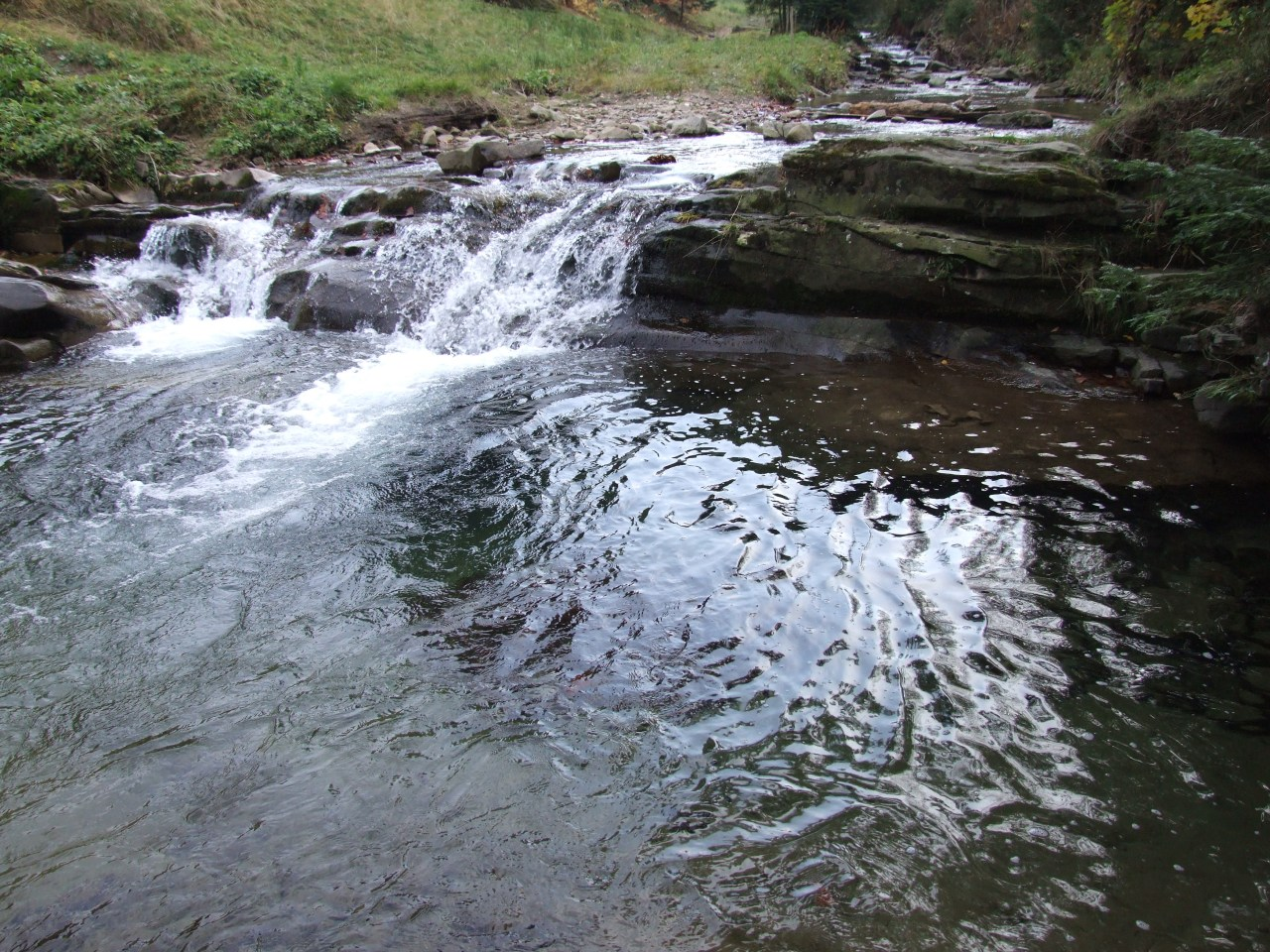
Konina przy Potaszni
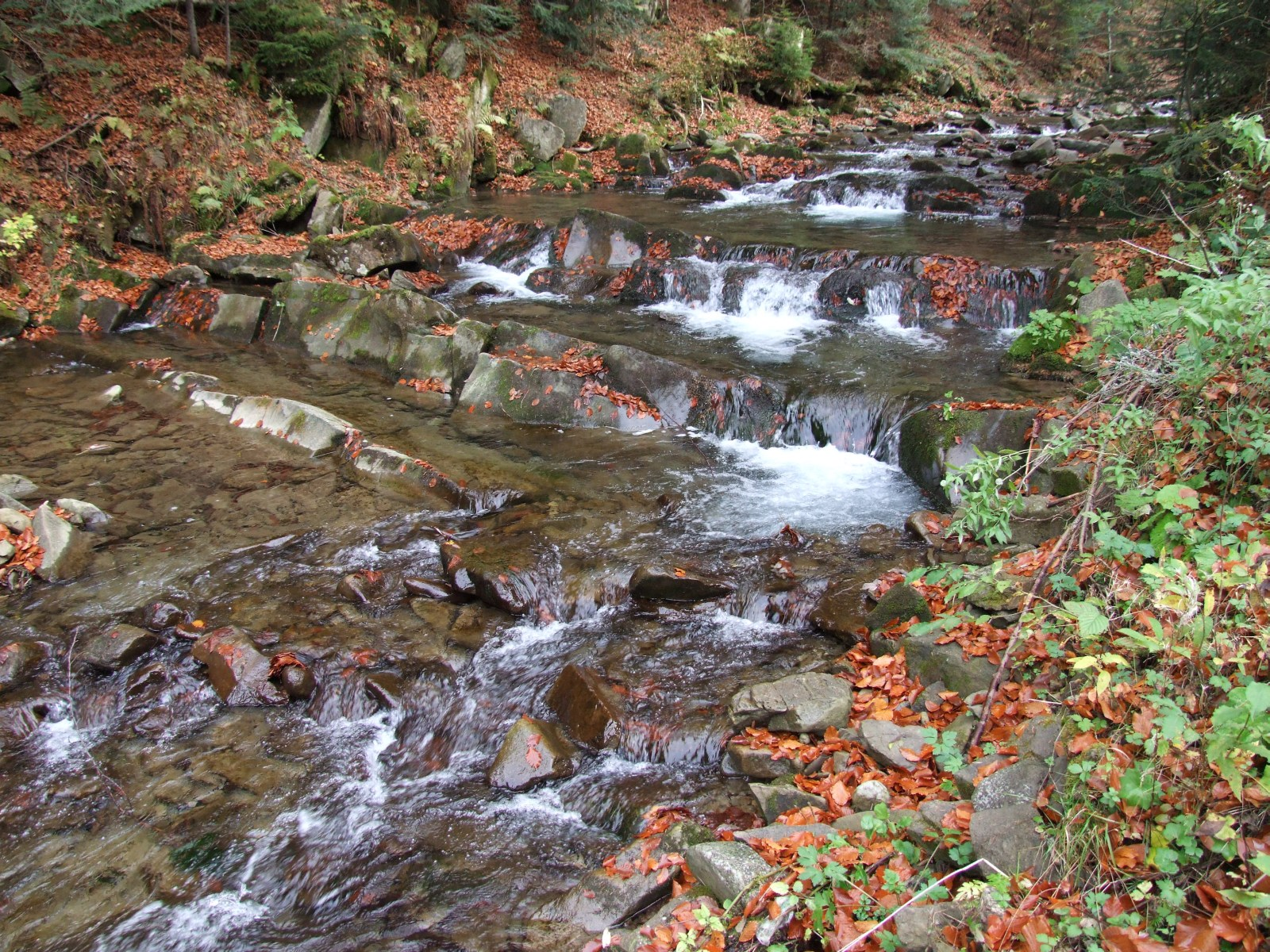
Progi skalne na Koninie przy Potaszni
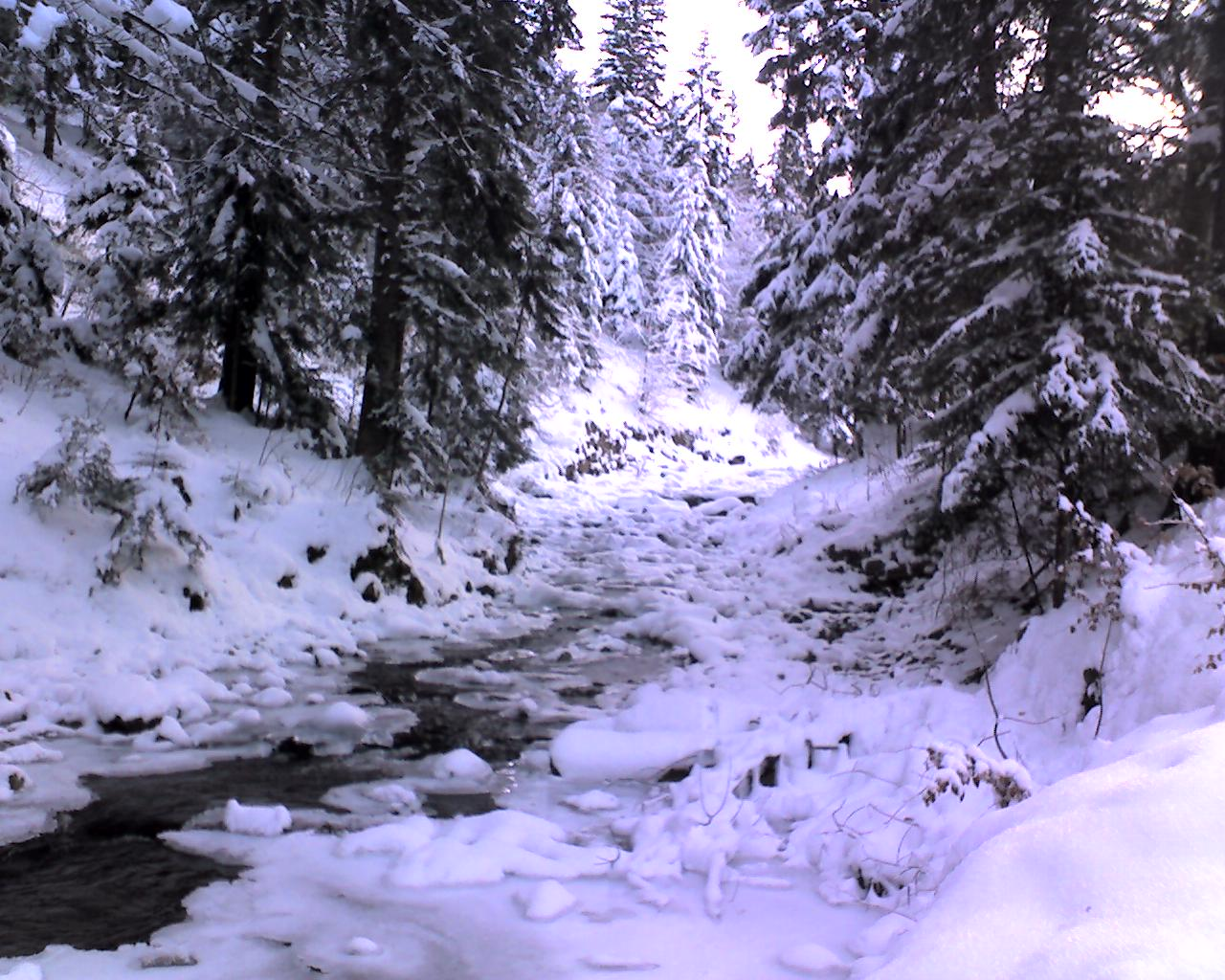
Konina zimą